# Hemsleya graciliflora
Hemsleya graciliflora là một loài thực vật có hoa trong họ Cucurbitaceae. Loài này được (Harms) Cogn. mô tả khoa học đầu tiên năm 1916.